# HD 82943 b
HD 82943 b es un planeta extrasolar a alrededor de 89 años luz de distancia en la constelación de Hidra. El planeta fue anunciada en 2000 por el equipo de la Búsqueda de Planetas Extrasolares de Ginebra. El planeta es el planeta más exterior de los dos.